# Fillowite
La fillowite è un minerale appartenente all'omonimo gruppo.